# Ravi Kannan

Ravidran Kannan (2013)

Ravindran Kannan, genannt Ravi, (* 12. März 1953 in Madras) ist ein indischer Informatiker und Mathematiker.

## Leben
Kannan studierte am Indian Institute of Technology Bombay und wurde 1980  an der Cornell University bei Leslie Earl Trotter promoviert (The size of numbers in the analysis of certain algorithms).
Er lehrte am Massachusetts Institute of Technology, war in den 1990er Jahren Professor an der Carnegie Mellon University und danach an der Yale University. Er ist zurzeit Principal Research Scientist bei Microsoft Research in Indien  (wo er die Forschungsgruppe für Algorithmen leitet) und lehrt am Indian Institute of Science in Bangalore.

## Werk
Mit Alan M. Frieze fand er eine algorithmische Version des Regularitätslemmas von Endre Szemerédi. In ihrer Arbeit führten sie das schwache Regularitätslemma ein, das ein wichtiges kombinatorisches Werkzeug für verschiedene Algorithmen wurde (Streaming Algorithms, Graph Limits, Sublinear Algorithms).
2011 erhielt er den Knuth-Preis für die Entwicklung einflussreicher algorithmischer Verfahren zur Lösung lange offener Berechnungsprobleme mit Anwendungen auf die Verarbeitung umfangreicher Datenmengen, wobei er grundlegende Beiträge in sehr unterschiedlichen Bereichen der Informatik wie Gitter und ihre Anwendungen, geometrische Algorithmen, Maschinenlernen und numerische lineare Algebra leistete. Er befasste sich auch mit Markov-Ketten und deren Mischungszeiten, Clustering.
1995 stellte er mit László Lovász und Miklós Simonovits die KLS-Vermutung (benannt nach den drei Mathematikern) auf, bei der bis 2021 mit Hilfe der Methoden der stochastischen Lokalisierung von Ronen Eldan (siehe dessen Artikel) bedeutende Fortschritte erzielt wurden. Sie ist eine  zentrale Vermutung der konvexen Geometrie.
1991 bekam er den Fulkerson-Preis mit Martin Dyer und Frieze für einen polynomzeitlichen Algorithmus zur Berechnung des Volumens beliebiger konvexer Körper.
Ebenfalls 1991 löste er das Münzproblem von Frobenius und gab einen effizienten (polynomzeitlichen) Algorithmus zur Bestimmung der Frobenius-Zahl. Das nach Ferdinand Georg Frobenius benannte Problem fragt nach der größten Zahl, die nicht aus n gegebenen Zahlen durch Addition erzeugt werden kann (diese Zahl ist die Frobeniuszahl).
Mit Frieze und Santosh Vempala untersuchte er Näherungen niedrigen Rangs an Matrizen.
Gemeinsam mit John E. Hopcroft arbeitet er an einem Buch Computer Science Theory for the Information Age, dessen Vorabversion online abgerufen werden kann.
2002 war er Invited Speaker auf dem Internationalen Mathematikerkongress in Peking (Rapid mixing in Markov chains). 2015 wurde er in die American Academy of Arts and Sciences gewählt, 2016 zum Fellow der Association for Computing Machinery und 2025 zum Mitglied der National Academy of Sciences.